# Symphonie en ut de Stravinsky

La Symphonie en ut a été écrite par Igor Stravinsky en 1939-1940.
Elle naît à une période particulièrement tourmentée pour le musicien puisque meurent successivement sa fille Ludmilla, sa femme Catherine et enfin sa mère. Un séjour familial entre 1935 et 1939 est relaté au sanatorium de Sancellemoz où le compositeur écrit le deuxième mouvement de sa symphonie.
Il quitte alors Paris pour rejoindre New York début 1940, puis Beverly Hills, où il achève les deux derniers mouvements.
L'œuvre est représentative de sa période « néo-classique » dont l'archétype reste son Pulcinella.
Elle fut interprétée pour la première fois le 7 novembre 1940 par l'Orchestre symphonique de Chicago sous la direction de son compositeur.

## Structure
Elle se compose de quatre mouvements, les deux premiers européens et les deux derniers américains, mais le distinguo reste modeste.
Son exécution dure environ une demi-heure.
- Moderato alle breve
- Larghetto concertante
- Allegretto
- Largo – Tempo giusto alla breve